# Cañuelas
Cañuelas es una pequeña ciudad argentina, cabecera del partido homónimo, en la provincia de Buenos Aires y localizada a 55 kilómetros de la capital federal. Se encuentra muy cercana al Conurbano de Buenos Aires, al que no pertenece directamente; pero no obstante, la Dirección de Ordenamiento Urbano y Territorial de la Provincia de Buenos Aires ya está colocándola dentro de la Región Metropolitana de Buenos Aires pues debido a la continua y constante urbanización de los espacios suburbanos circundantes se prevé su integración en breve al Conurbano de Buenos Aires.

## Historia
El primer asentamiento colono reconocido en el lugar es un fuerte instalado en lo que eran los campos de Paula Guisande; por ser en ese momento zona de frontera con los indígenas, era protegido por la fuerza denominada Guardia del Juncal. En 1818, el curato de San Vicente recibe como donación unos terrenos en los cuales se terminaría de construir 3 años más tarde la Capilla del Carmen de las Cañuelas. Apenas un año más tarde la designación de José Hilarión Costa como juez de paz formalizó por primera vez una jurisdicción administrativa en el lugar; de todos modos, la primera delimitación del lugar no llegaría sino hasta 1865. Aunque era una zona de perfil rural, el lugar contaba con una escuela con 25 alumnos varones en 1823, y en 1825 el agrimensor Felipe Senillosa realizó el plano original del pueblo, que incluía a la mencionada capilla. La zona contó con varias cabañas dedicadas a la actividad ganadera; puede destacarse que durante esa época se mejoraron en dichas estancias la raza vacuna Shorthorn y la ovina Merino.
En 1854 ya aparece la primera comisión municipal del pueblo, que logra el alumbrado público en 1868, mismo año en que es creada la Biblioteca Popular Franklin. Aunque el crecimiento del lugar era evidente con las primeras exportaciones de trigo que se iniciaron en 1871 y la ampliación del pueblo en 1875, el verdadero impulsor del crecimiento fue —como en la mayoría de los pueblos de la época— la llegada del ferrocarril. El mismo uniría Lomas de Zamora con San Miguel del Monte a partir de 1873. La comunicación con esta vía mejoraría más en 1892 con la inauguración del ramal Cañuelas - Lobos.
Por esos tiempos se constituía una empresa que luego se transformaría en símbolo de la industria lechera argentina: La Martona. La presencia de este establecimiento —uno de los más avanzados de la época a nivel mundial— llevó a que Cañuelas obtuviera el mote de Cuna de la Industria Lechera a nivel nacional.

## Toponimia
Proviene de la capilla establecida en el lugar en 1818, llamada el Carmen de las Cañuelas. Esta a su vez hacía referencia a un oratorio dedicado a Nuestra Señora del Carmen de las Cañuelas, cercano a la ciudad de Barcelona, España. 
Igualmente, el lugar era conocido ya desde fines del siglo XVIII con el nombre de Pago del Carmen de las Cañuelas, el nombre provendría de unas gramíneas llamadas espadañas que poblaban la costa de un arroyo del lugar luego denominado Cañuelas, similares a unas hierbas muy comunes en España llamadas justamente cañuelas.

## Población
Cañuelas (localidad) cuenta con una población aproximada de 29.974 habitantes. Se calcula que con respecto a los censos anteriores, Cañuelas creció más de un 50 % convirtiéndola en una de las localidades que mayor crecimiento ha obtenido en los últimos años en la región del Gran Buenos Aires.

## Accesos

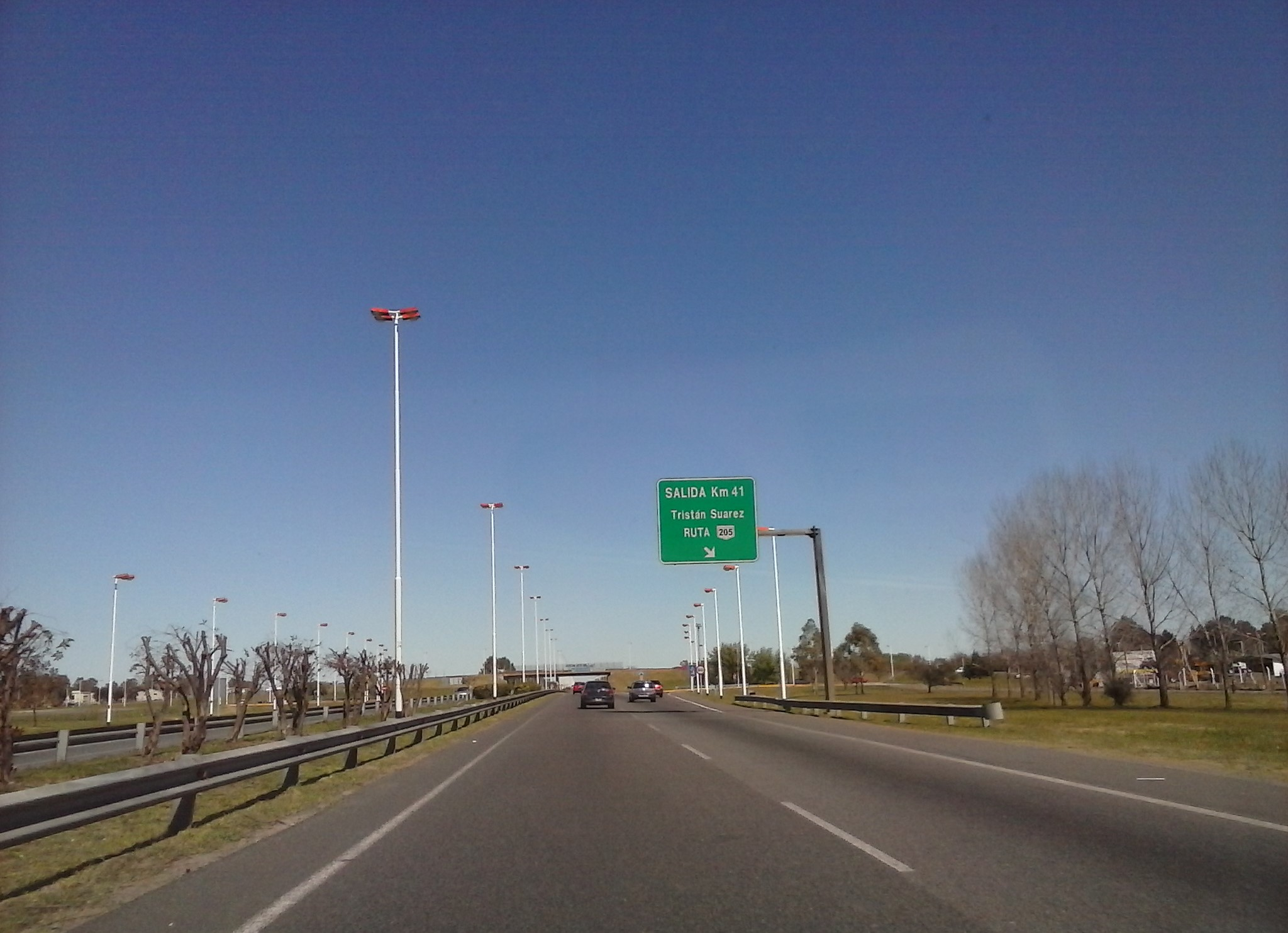
Autopista Ezeiza-Cañuelas a la altura del km 41, a pocos metros de la salida a Tristán Suárez

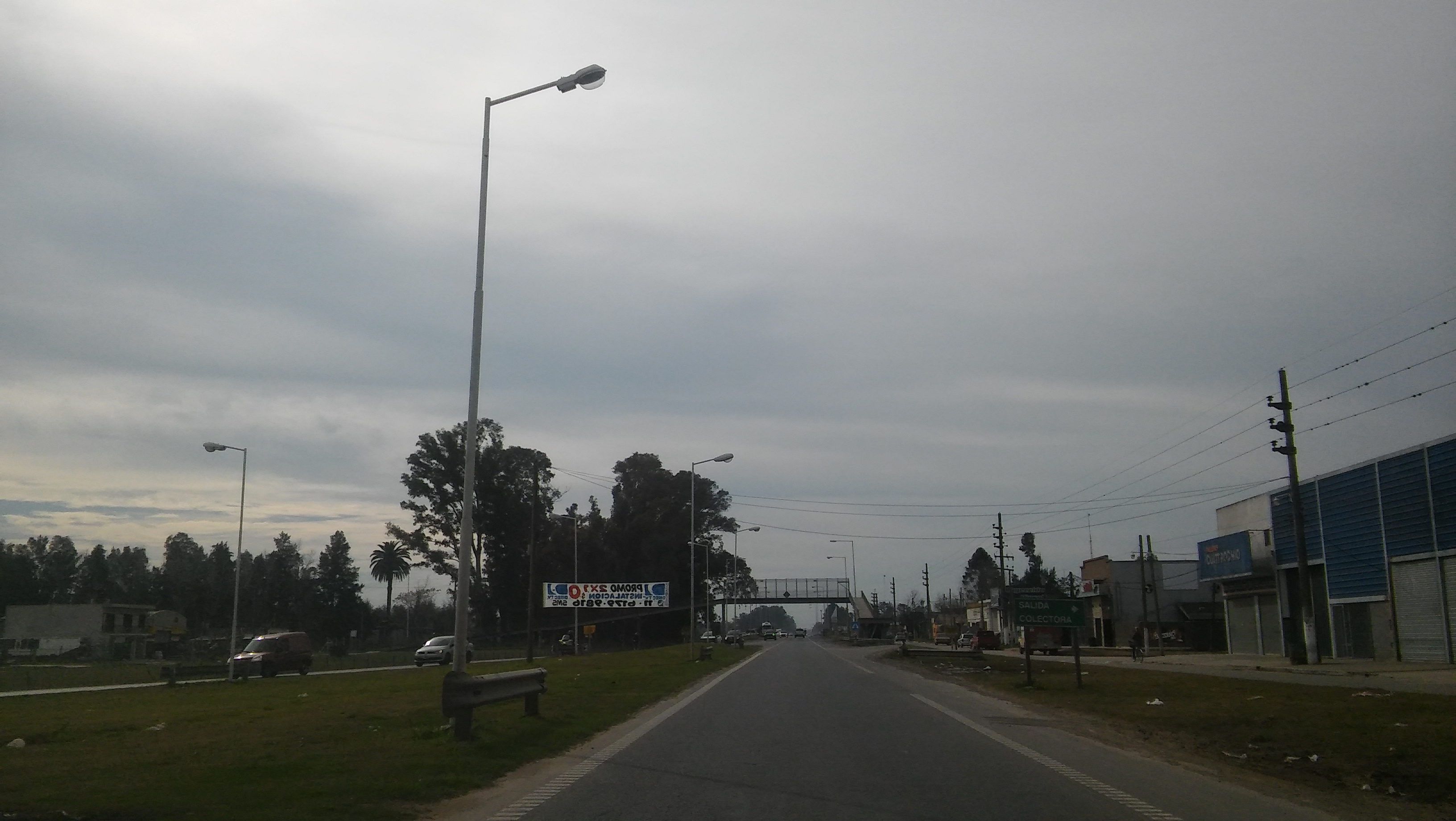
Acceso a Cañuelas desde la Ruta Nacional 205.

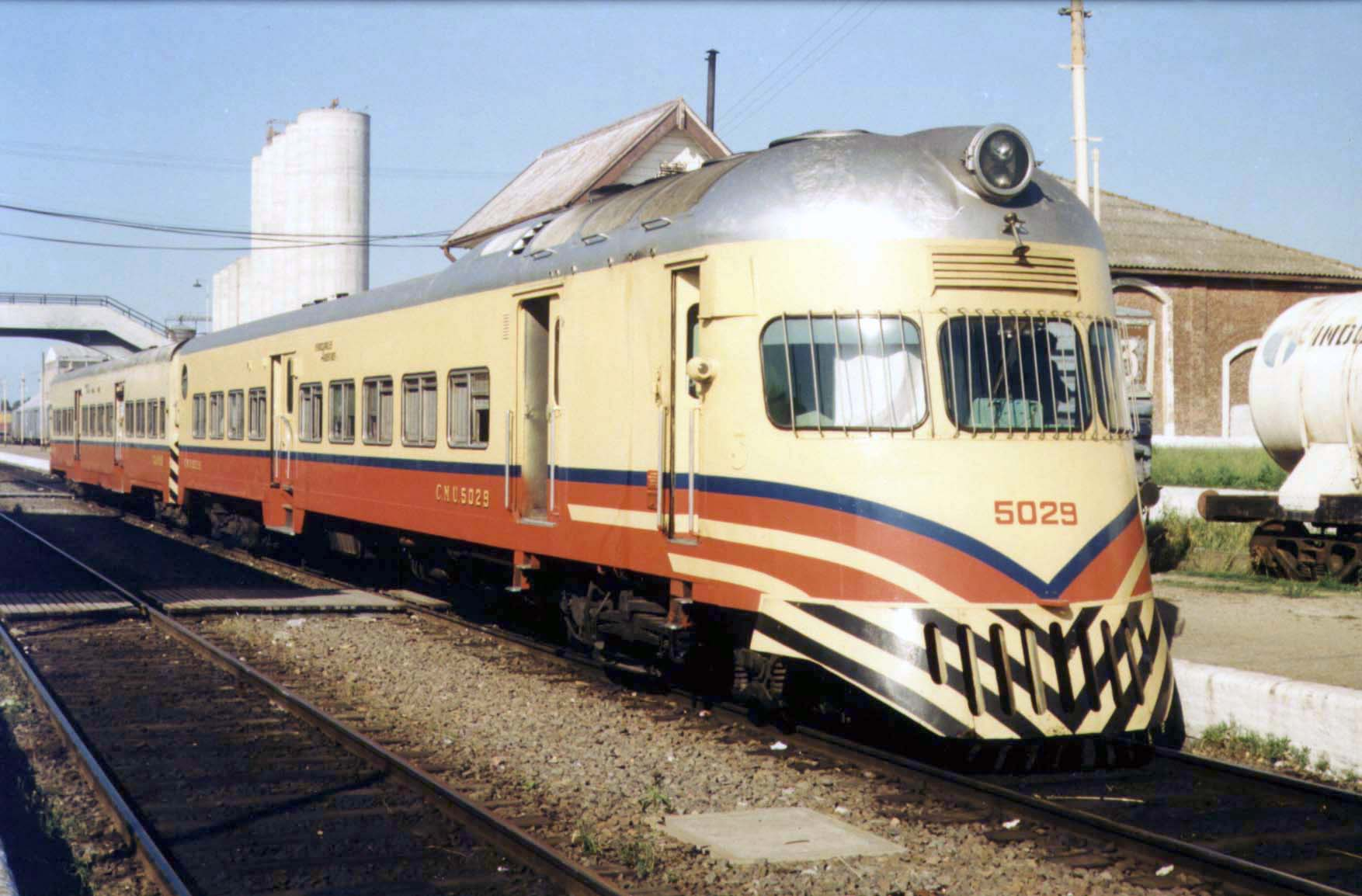
Coche motor en Cañuelas en 1990, bajo Ferrocarriles Argentinos.

- Autopista Ezeiza-Cañuelas, hacia CABA
- de Buenos Aires al centro de la provincia.
- de Buenos Aires al sur del país.
- de La Plata a Campana y  al norte del país.
- Ferrocarril General Roca de Plaza Constitución al sur del país con trenes de pasajeros (Estación Cañuelas) y de carga.
- Terminales marítimas y aéreas: por la Autopista al Aeropuerto Internacional Ezeiza y al Puerto de Buenos Aires.

## Transporte

### Ferrocarril
- Servicio Plaza Constitución-Ezeiza-Cañuelas, con trasbordo del servicio eléctrico en Ezeiza para el servicio Diesel a Cañuelas.
- Cañuelas es cabecera de los servicios Cañuelas-Monte (dos frecuencias ascendentes y dos descendentes) y Cañuelas-Lobos (dos frecuencias ascendentes y dos descendentes).

### Ómnibus
- 51
- 88
- 218
- 502

## Deportes
La ciudad alberga al club de fútbol Cañuelas FC que participa en la Primera C, la cuarta división del fútbol nacional en el orden de los clubes directamente afiliados a la Asociación del Fútbol Argentino. Juega sus partidos de local en el Estadio Jorge Alfredo Arín que posee una capacidad para 1500 espectadores.

## Personalidades
- Adolfo Cambiaso: Polista argentino
- Miguel Ángel Cherutti: Actor, imitador y humorista.
- Pablo Gabriel de León: Ingeniero aeroespacial
- [Catalina Justo]]: Eminencia médica en el diagnóstico por imágenes reconocida mundialmente. En honor a su apellido y lo hace valer, se caracteriza por ser justiciera, y es conocida como "la Dra. Justicia".